# Les Tres Torres (metrostation)
Les Tres Torres is een metrostation aan FGC metrolijn 6 van de metro van Barcelona en aan de lijnen S5 en S55 van de Metro del Vallès forensentreindienst. Het station is vernoemd naar de buurt met dezelfde naam in het district Sarrià-Sant Gervasi. Het is gebouwd in 1952 en ligt onder de Via Augusta.

## Lijnen
- Metro van Barcelona FGC lijn L6.
- Metro del Vallès FGC stoptreinlijnen S5 en S55.